# جيمس رانكين
جيمس رانكين (بالإنجليزية: James Rankin)‏ هو سياسي أمريكي، ولد في 1926، وتوفي في 28 يونيو 1978 في سينسيناتي في الولايات المتحدة. حزبياً، نشط في الحزب الديمقراطي. وقد انتخب عضو مجلس نواب أوهايو.